# Juan Bosch Marín
Juan Bosch Marín (Carlet, la Ribera Alta, 12 de setembre de 1902 - Madrid, 17 de gener de 1995) va ser un metge pediatre valencià, fundador i director d'UNICEF-Espanya.
Fill del notari de Carlet i diputat per la CEDA de 1933 a 1936 Francisco Javier Bosch Marín i Navarro, estudià medicina a la Universitat de València, i el 1926 es doctorà a Madrid amb premi extraordinari. Amplià estudis a Berlín, Múnic i Hamburg, i el 1934 obtingué per oposició el títol de metge puericultor de la Sanitat pública espanyola, de la qual va ser l'any següent director general.
El 1944 va ser cap de Puericultura de l'Obra Maternal i Infantil de l'Institut Nacional de Previsió. El 1943 fundà la revista Acta Pediatrica Española. Professor de la Universitat Complutense, el 1947 ingressà en la Reial Acadèmia espanyola de Medicina. El 1954, encara en plena postguerra espanyola i europea, amb un creixement inusitat de la mortalitat infantil a causa de la malnutrició i de la pòlio, va tenir un paper fonamental en l'obtenció pel govern espanyol, malgrat l'aïllament del règim franquista de les institucions internacionals, d'un acord per a rebre l'ajuda d'UNICEF, la institució creada el 1946 per l'Assemblea General de Nacions Unides per a la protecció dels centenars de milers de víctimes infantils dels horrors de la Segona Guerra Mundial. Va ser membre de la junta executiva d'UNICEF Internacional, i fundà i dirigí UNICEF-Espanya. Entre altres càrrecs, va ser també director de l'Escola Nacional de Puericultura, expert de l'Organització Mundial de la Salut i membre de les Societats de Pediatria de París, Portugal, Suïssa, Mèxic i l'Equador. D'entre la seua extensa bibliografia, Catecismo de Puericultura i Consejos de Puericultura han estat considerats clàssics en matèria de medicina i higiene infantils.

## Obres
- Profilaxis de las enfermedades infecciosas propias de la infancia, 1931
- Catecismo de puericultura, 1933
- Tratado de puericultura, 1933
- Problemas de Maternología y Puericultura, 1938
- Política familiar y sanitaria, 1940
- Cómo ha resuelto la Italia de Mussolini el problema demográfico, 1942
- La asistencia sanitaria a la madre y al niño, 1942
- Derecho infantil y familiar español, 1944
- Terapéutica clínica infantil, 1946
- El niño español en el siglo XX, 1947
- Puericultura social, 1954

## Distincions i reconeixements
- Medalla d'Or de l'Acadèmia de Medicina de França
- Orde d'Isabel la Catòlica
- Gran Creu de Sanitat
- Creu de l'Orde d'Alfons X el Savi